# Johannes Baptista Arnoldus Josephus Maria Verheyen
Johannes Baptista Arnoldus Josephus Maria Verheyen ('s-Hertogenbosch, 18 januari 1818 - Loon op Zand, 11 januari 1898) was een Nederlands politicus.
Verheyen werd geboren in een katholiek gezin, zijn ouders waren mr. Franciscus Xaverius Verheyen en Sophia Maria Jacoba Josepha de Roy van Zuidewijn.
Van 3 oktober 1835 tot 2 juni 1840 studeerde hij Romeins en hedendaags recht aan de Hogeschool te Leiden. Hij promoveerde daar tot doctor in de rechten.
Gedurende zijn loopbaan bekleedde hij vele politieke functies. Daarnaast was hij ook een tijd inspecteur van het lager onderwijs.
Op 7 september 1848 trouwde hij met Agnes Apoline Emilie gravin Dumonceau (1821-1893), dochter van luitenant-generaal Jean François Dumonceau. Ze kregen samen 7 kinderen.
- Biografisch Portaal: 32010287
- Digitale Bibliotheek voor de Nederlandse Letteren: verh104
- International Standard Name Identifier: 0000 0003 9438 0579
- Nederlandse Thesaurus van Auteursnamen: 070352887
- Parlement.com: vg09llbsdizx
- Virtual International Authority File: 288799055
- WorldCat: E39PBJghm3BjfWrKX3WxgytMyd